# Imigração italiana em Santa Catarina

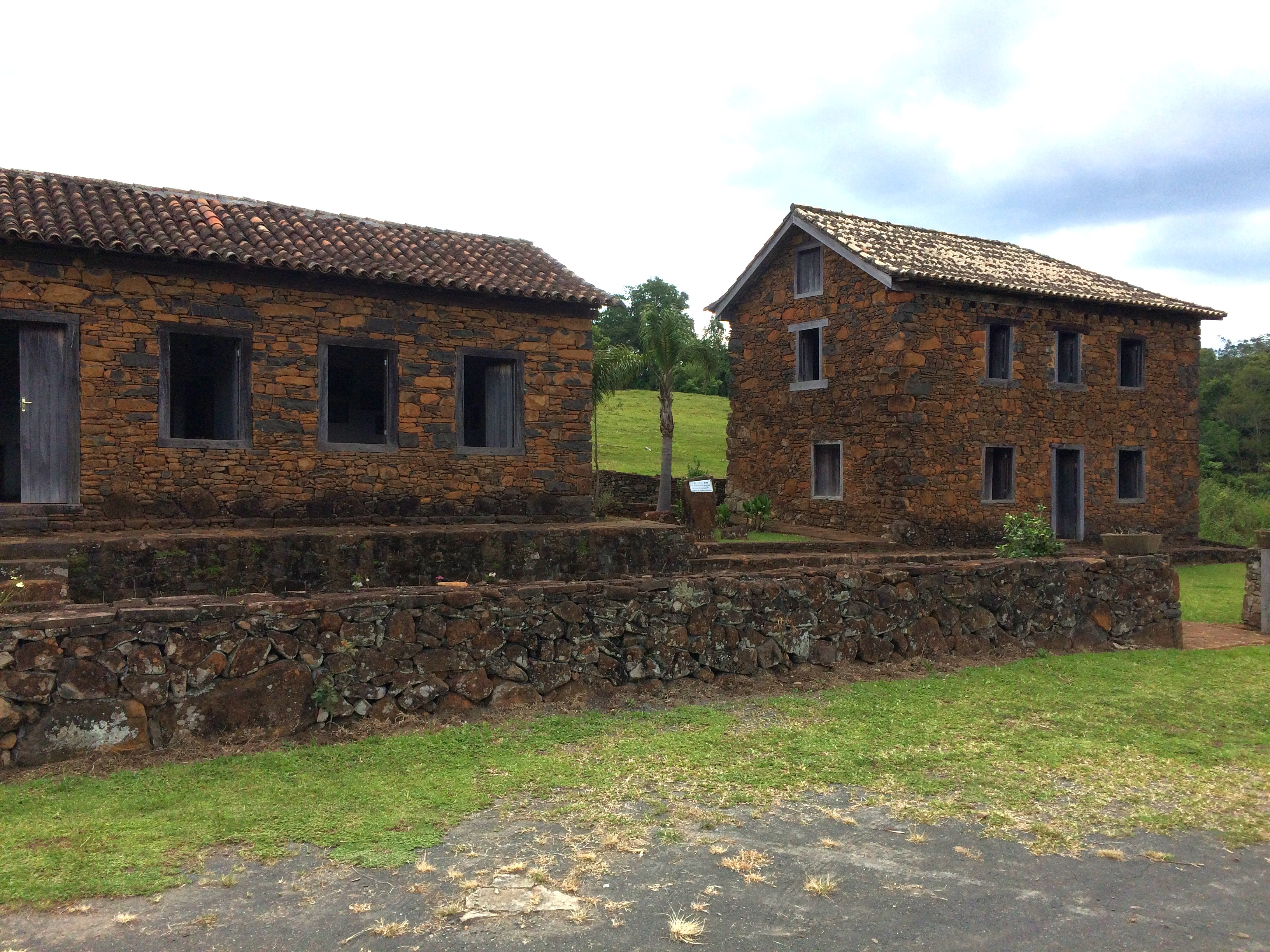
Casas de Pedra no município de Nova Veneza, erguidas pelos imigrantes colonizadores.

A imigração italiana em Santa Catarina se intensificou entre o final do século XIX e o início do século XX, representando um capítulo significativo na formação da identidade cultural e econômica do estado. Motivados por crises agrárias e oportunidades de trabalho, os imigrantes italianos se estabeleceram principalmente em áreas rurais, onde contribuíram para a agricultura e a indústria, introduzindo novas técnicas e culturas. Sua presença não apenas transformou a paisagem econômica local, mas também deixou uma marca nas tradições, costumes e na gastronomia, moldando a sociedade catarinense e enriquecendo sua diversidade cultural.
Em Santa Catarina chegaram muitos imigrantes do Trento e do Vêneto, a primeira colônia italiana do Brasil aconteceu em Santa Catarina, no atual município de São João Batista, conhecida como Nova Itália. Outras colônias começaram a surgir, próximas a Blumenau e Brusque, região colonizada por alemães, e também na região de Tubarão e Araranguá. Os imigrantes italianos chegavam ao porto do Desterro (Florianópolis), Laguna ou Itajaí e de lá partiam em embarcações menores povoando o interior do estado. Destacam-se na história catarinense, as colônias de Nova Itália, Porto Franco, Nova Trento, Rio dos Cedros, Rodeio, Ascurra e Apiúna, Azambuja (1877), Urussanga (1878), Nova Veneza (1891), Nova Treviso, Nova Belluno, Grão Pará e Orleans.
O censo de 1920 registrou a presença de 8.062 pessoas nascidas na Itália que residiam em Santa Catarina, de um total de 558.405 italianos em todo o Brasil, fazendo com que o estado tivesse a sétima maior comunidade italiana no Brasil à época. Além daqueles vindos diretamente da Itália, a presença italiana em Santa Catarina foi, em grande medida, resultado da re-emigração de italianos oriundos do Rio Grande do Sul, principalmente no Oeste catarinense.

## Antecedentes
Desde o início do século XVI, a ocupação da região catarinense foi incentivada oficialmente, mas até o século XX não havia motivação econômica para um povoamento espontâneo. A escassez de pau-brasil, a distância da cana-de-açúcar dos centros comerciais na Europa, e a ausência de metais preciosos, borracha, algodão, café ou tabaco limitaram o interesse. A definição de limites ao sul do Brasil e a ocupação de áreas demográficas estratégicas foram as principais razões para seu povoamento. No início do século XVI, exploradores ouviram falar de grandes riquezas no interior, com a Ilha de Santa Catarina como porto central. Américo Vespúcio, Martim Afonso de Souza, Juan Dias Solis, Álvar Nunes Cabeza de Vaca e Sebastião Cabotto foram alguns dos que realizaram expedições ao sul. Contudo, logo perceberam que o ouro e a prata estavam nas civilizações pré-colombianas do México e do Peru, que haviam acabado de devastar. Como resultado, a vasta região entre São Paulo e a foz do Rio da Prata foi quase esquecida por um século e meio, sendo percorrida apenas por caçadores de índios e alguns poucos religiosos.

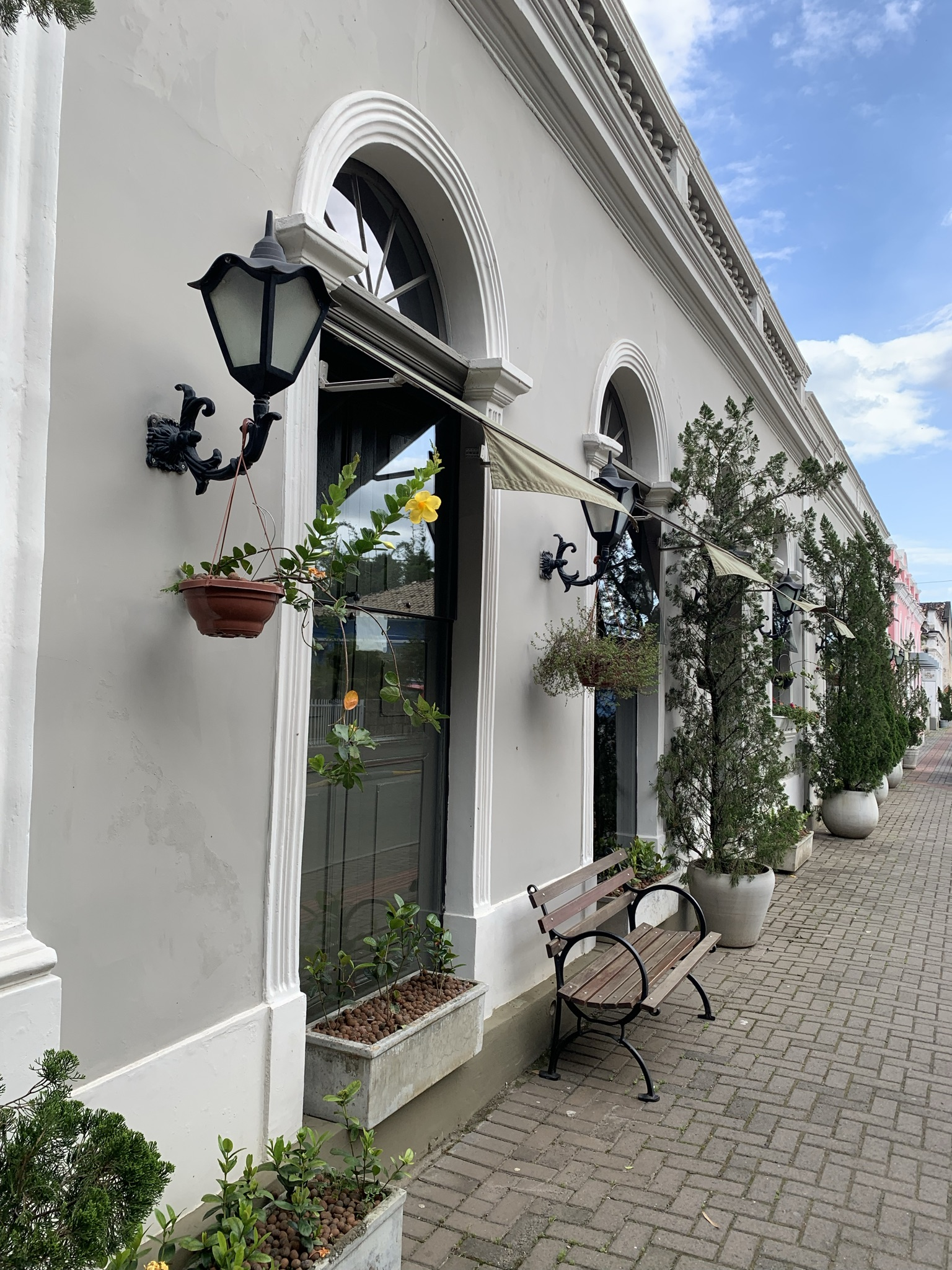
Casarões antigos erguidos pelos imigrantes italianos no atual município de Nova Veneza/SC.

A situação mudou em 1640, com a separação das Coroas de Espanha e Portugal, que tornou urgente a delimitação das possessões meridionais. Na época, a cidade costeira espanhola mais ao norte era Buenos Aires, criada em 1536 e reerguida em 1580, enquanto a pequena Cananéia era o núcleo urbano português mais ao sul. Entre essas duas localidades, quase 2 mil quilômetros se transformaram em um deserto humano. O primeiro passo concreto veio da coroa lusitana. Portugal, enfrentando dificuldades para consolidar sua independência da Espanha e lidando com a ocupação holandesa, ainda assim não ignorou a necessidade de limites ao sul. O rei solicitou a paulistas abastados que "estendessem mais para o sul seus reais domínios". Atendendo a esse pedido, entre 1640 e 1688, foram fundadas as três vilas pioneiras: Nossa Senhora da Graça de São Francisco, Nossa Senhora do Desterro (atual Florianópolis) e Santo Antônio dos Anjos da Laguna. Em 1680, Portugal estabeleceu seu primeiro empreendimento oficial na América Meridional, a Colônia do Sacramento, na margem esquerda do Rio da Prata. No mesmo ano, os castelhanos atacaram a colônia, dando início a conflitos que se prolongaram até meados do século XIX. Em 1735, Portugal fundou São Pedro do Rio Grande, o primeiro núcleo estável do atual Rio Grande do Sul. As lutas constantes levaram à fortificação da Ilha de Santa Catarina em 1738 e à criação da Capitania do mesmo nome, que inicialmente foi subordinada a São Paulo e depois ao Rio de Janeiro. Em 1748, começaram a chegar a Santa Catarina os primeiros imigrantes, os açorianos, que vieram em um movimento coletivo, incentivado e financiado pelo governo, que lhes destinou terras e prometeu apoio. Embora muitos compromissos não tenham sido cumpridos, cerca de 5 mil pessoas foram trazidas dos Açores, deixando uma marca duradoura na cultura do litoral catarinense. Contudo, essas medidas não impediram que, em 1777, uma grande frota castelhana invadisse a Ilha de Santa Catarina, que a Espanha reivindicava desde o século XVI.
No ano seguinte, os desentendimentos e guerras continuaram a marcar a região. A Colônia do Sacramento, São Pedro do Rio Grande e Sete Povos trocaram de mãos várias vezes, e mesmo o Tratado de Madri, considerado inovador, não foi suficiente para definir e pacificar as fronteiras de forma definitiva. Com a intenção de receber colônias de imigrantes, os governantes voltaram sua atenção para o sul do Brasil, onde Santa Catarina oferecia boas condições. A região era povoada apenas no litoral, enquanto no planalto, cortado pelo importante Caminho das Tropas, o único núcleo urbano era a vila de Lages. No início do século XIX, a população da capitania não chegava a 50 mil habitantes. A produção no século XVII era quase de subsistência, e a imigração representava uma oportunidade real de crescimento econômico. O porto de São Francisco do Sul foi dinamizado pelo fluxo de produtos e passageiros em direção à Colônia Dona Francisca, fundada em 1851 no norte da província. O mesmo ocorreu em Itajaí, cuja evolução esteve ligada ao comércio com a colônia de Dr. Blumenau. Em Desterro e Laguna, o cenário não foi diferente. No estudo "Negros em Florianópolis", Fernando Henrique Cardoso estima que a população da província de Santa Catarina era de 30.309 habitantes em 1810, 66.218 em 1840, 101.559 em 1854 e 159.802 em 1872. Nesse período, a proporção de população escrava caiu de 23,07% para 9,39%, sendo o crescimento em parte atribuído à chegada de novos imigrantes. Em 1860, Laguna tinha a maior população, com 33.452 moradores, seguida pela capital com 19.995, São Francisco com 17.476, São José com 15.699, Porto Belo com 12.540, São Miguel com 9.665 e Lages com 5.820.

### Razões para a imigração italiana
Desde 1808, com a vinda da corte portuguesa para o Rio de Janeiro, previa-se a entrada de mais imigrantes europeus no Brasil, seja para promover o branqueamento da raça, ocupar o solo, organizar um exército de defesa ou desenvolver a agricultura. Com o decreto de 25 de novembro de 1808, o governo estabeleceu uma legislação específica para a política imigratória, contendo intenções de auxílios e concessões ("para tal, oferecia-se custo da viagem, o lote rural, sustento, auxílio financeiro, sementes, animais tudo gratuitamente").
Em 1828, o Governo Imperial ordenou que a então Província de Santa Catarina instalasse os primeiros colonos alemães, enviados para o atual município de São Pedro de Alcântara. No que concerne aos italianos, em 1836, 186 colonos do Reino da Sardenha foram encaminhados para o atual município de São João Batista. Outros povos itálicos, porém, só chegariam a partir da década de 1870. Em 1850, a Lei de Terras estabeleceu a compra como único meio de acesso a terra abolindo, assim, o regime de sesmarias. 
Entre 1850 e 1874, foram introduzidos em Santa Catarina mais de seis mil alemães. Os governantes brasileiros tinham preferência pelos imigrantes germânicos e havia certa resistência contra os italianos. Porém, no final do século XIX, começaram a crescer as vozes contrárias à imigração alemã, de modo que o Brasil passou a aceitar a vinda de italianos. Segundo Dall'alba:
A imigração italiana começou a afluir só em 1875, atraída pelo governo imperial, a quem pareceu sábia decisão misturar o elemento latino ao germânico, que prevalecia em todo o sul do Brasil e que, desde então começava a ser argumento de alguma inquietação. Foi nesse tempo (...) que foram distribuídos no Reino da Itália e na Região do Trento, milhares e milhares de opúsculos que descreviam o Brasil como o país mais feliz do mundo.
No final do século XIX, a situação econômica na Itália estava difícil. A economia italiana era dependente de uns poucos industriais, havendo no país muitos latifundiários, cuja produção era baseada num sistema tradicional e ultrapassado, com resquícios de feudalismo. Para fazer frente à crise agrícola, em 1880 o governo italiano tentou fazer distribuição de terras a pequenos proprietários, mas o projeto acabou mal. Devido aos elevados impostos e às dificuldades de produção, mais de duzentas mil famílias tiveram suas propriedades confiscadas, em dez anos.

### Os números
A imigração italiana para Santa Catarina começou por volta de 1875. Segundo Angelo Trento, entre 1885 e 1894, entraram no estado 8.941 imigrantes italianos, conforme tabela abaixo:
| Entrada de italianos em Santa Catarina, entre 1885 e 1894. | Entrada de italianos em Santa Catarina, entre 1885 e 1894. | Entrada de italianos em Santa Catarina, entre 1885 e 1894. | Entrada de italianos em Santa Catarina, entre 1885 e 1894. | Entrada de italianos em Santa Catarina, entre 1885 e 1894. | Entrada de italianos em Santa Catarina, entre 1885 e 1894. | Entrada de italianos em Santa Catarina, entre 1885 e 1894. | Entrada de italianos em Santa Catarina, entre 1885 e 1894. | Entrada de italianos em Santa Catarina, entre 1885 e 1894. | Entrada de italianos em Santa Catarina, entre 1885 e 1894. | Entrada de italianos em Santa Catarina, entre 1885 e 1894. |
| 1885                                                       | 1886                                                       | 1887                                                       | 1888                                                       | 1889                                                       | 1890                                                       | 1891                                                       | 1892                                                       | 1893                                                       | 1894                                                       | Total                                                      |
| ---------------------------------------------------------- | ---------------------------------------------------------- | ---------------------------------------------------------- | ---------------------------------------------------------- | ---------------------------------------------------------- | ---------------------------------------------------------- | ---------------------------------------------------------- | ---------------------------------------------------------- | ---------------------------------------------------------- | ---------------------------------------------------------- | ---------------------------------------------------------- |
| 167                                                        | 390                                                        | 549                                                        | 305                                                        | 873                                                        | 179                                                        | 4.240                                                      | 1.348                                                      | 863                                                        | 27                                                         | 8.941                                                      |

A imigração de italianos para Santa Catarina durou menos de 15 anos, praticamente cessando em 1893. O censo do Brasil de 1920 registrou a presença de 558.405 pessoas nascidas na Itália que residiam no Brasil, das quais 8.062 estavam em Santa Catarina, ou apenas 1,4% do total de italianos. Os números estão na tabela a seguir:
| População nascida na Itália, por estados, no censo de 1920. | População nascida na Itália, por estados, no censo de 1920. |
| ----------------------------------------------------------- | ----------------------------------------------------------- |
| Estado                                                      | Italianos                                                   |
| São Paulo                                                   | 398.797                                                     |
| Rio Grande do Sul                                           | 49.136                                                      |
| Minas Gerais                                                | 42.943                                                      |
| Distrito Federal e Rio de Janeiro                           | 31.929                                                      |
| Espírito Santo                                              | 12.553                                                      |
| Paraná                                                      | 9.046                                                       |
| Santa Catarina                                              | 8.062                                                       |
| Outros estados                                              | 5.939                                                       |
| Total no Brasil                                             | 558.405                                                     |

Parte significativa da população de origem italiana de Santa Catarina não veio diretamente da Itália, mas do Rio Grande do Sul, e ocupou boa parte do Oeste catarinense, especialmente entre 1930 e 1950.

### A política da colonização
Até 1820, a Província de Santa Catarina compreendia apenas a faixa litorânea entre as serras do Mar e Geral e o Oceano Atlântico. Nesse ano, foi incorporado o planalto adjacente, cujos limites a oeste permaneciam indefinidos e que antes pertencia à Província de São Paulo. Essa configuração reflete os objetivos da criação da capitania de Santa Catarina no século XVIII, que visava ser um posto avançado na luta pelos limites litorâneos, estendendo-se até o Rio da Prata, onde se localizava a Colônia do Sacramento.
Durante o Império, os presidentes das províncias eram nomeados pelo Imperador, conforme os arranjos políticos em vigor. As relações com o governo central eram frequentemente de dependência e alinhamento de interesses. Em algumas províncias, a chegada de imigrantes era vista como uma ameaça ao status econômico, social e político já conquistado, sendo alvo de oposição em diversas assembleias provinciais. Contudo, esse não parece ter sido o caso de Santa Catarina, onde as experiências com os açorianos já haviam demonstrado as vantagens da imigração, e a chegada de novos grupos era defendida desde o século XVIII.
Com a assinatura do Contrato Caetano Pinto em 1874, que propunha a introdução de 100 mil imigrantes italianos na província ao longo de dez anos (número este que nunca foi alcançado), grupos de italianos começaram a chegar a Santa Catarina. Inicialmente, eles se estabeleceram nas colônias já existentes, principalmente em Blumenau e Brusque. Com o tempo, novas colônias foram fundadas ao longo do Rio Tijucas e no sul do estado.

### Regiões de origem
Cerca de 95% dos italianos que chegaram ao estado de Santa Catarina eram do norte da Itália, das atuais regiões do Vêneto, Lombardia, Friul-Veneza Júlia e Trentino-Alto Ádige. Ao se analisar a origem dos imigrantes para o Sul de Santa Catarina, constatou-se que provinham principalmente das províncias de Belluno, Vicenza , Treviso, Údine, Pádua, Mântua e Verona.

## Principais colônias

### Vale do Itajaí
Em Rio dos Cedros os primeiros trentinos chegaram a Itajaí em dezembro de 1874 e, de lá, seguiram para a Colônia Blumenau, sendo transportados até as margens do Rio dos Cedros pela Estrada Pomeranos. Com a rápida ocupação da região, ultrapassaram o divisor de águas em direção aos afluentes do Itapocu. Outra leva de imigrantes, que chegou entre 1875 e 1876, povoou a Picada Tiroleses, formando a base do atual município de Rio dos Cedros.

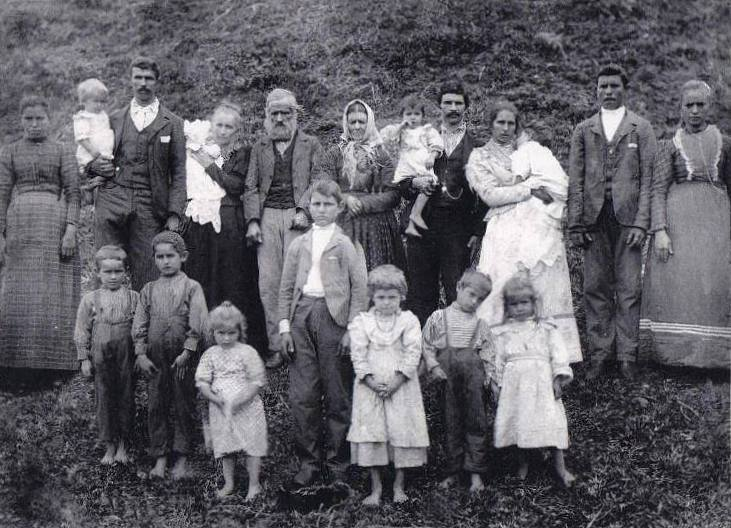
Família Noldin, em Brusque. Ano de 1905.

Já em Picada de Rodeio, a área além da confluência dos rios Benedito e Itajaí-Açu recebeu, a partir de 1875, imigrantes trentinos e de regiões como Verona, Cremona, Brescia e Treviso. As primeiras 120 famílias da região de Trento desembarcaram em Itajaí em agosto de 1875.
Para Ascurra, foi a partir do final de 1876 que imigrantes da Lombardia e do Vêneto estabeleceram-se nas margens do Ribeirão São Paulo e do Rio Guaricanas, perto do Rio Itajaí-Açu, dando origem a Ascurra, um dos municípios mais influenciados por italianos.
O atual município de Apiúna formou-se a partir do deslocamento de famílias de Rio dos Cedros, Rodeio e Ascurra, que, a partir de 1878, se dirigiram para o oeste, subindo o Itajaí-Açu até as encostas da Serra Geral. Posteriormente, alemães e poloneses se juntaram a esses pioneiros italianos.
Enquanto isso, na Colônia Luís Alves, a demarcação dos primeiros lotes dessa colônia começou em dezembro de 1876, quando uma comissão encarregada de identificar terras públicas no município de Itajaí se dirigiu ao Rio Luís Alves. O povoamento começou em novembro de 1877, com a chegada de italianos, austríacos e alemães, que se estabeleceram às margens dos rios Luís Alves, Braço do Norte e do Ribeirão Máximo. Colonos brasileiros também contribuíram para a ocupação da colônia.

### Colônia de Nova Itália
A Colônia Nova Itália foi estabelecida no atual município de São João Batista, em Santa Catarina, quase 40 anos antes do início da chamada “grande emigração”, que se refere ao período de maior fluxo de italianos deixando a península itálica (1870-1970). 186 colonos desembarcaram em março de 1836 na baía norte da Ilha de Santa Catarina, em Desterro. No entanto, alguns optaram por permanecer em Desterro, enquanto o restante seguiu para o município de São Miguel, às margens do Rio Tijucas-Grande, que atualmente abrange os municípios de São João Batista e Major Gercino, no Alto Vale do Rio Tijucas. Os colonos foram atraídos pela propaganda de dois estrangeiros que residiam na capital catarinense na época: Henrique Ambauer Schutel e Carlo Demaria. Embora o tema seja pouco discutido academicamente, essa foi a primeira colônia de italianos no Brasil. É importante notar que esses imigrantes não eram considerados italianos, uma vez que haviam saído do Reino da Sardenha, que se tornaria parte da Itália somente após a unificação.
De acordo com os relatórios provinciais de Santa Catarina (1836-1850), a infraestrutura da região era bastante precária, o que dificultou a adaptação dos imigrantes. Os imigrantes, em sua maioria, eram católicos, não tinham nem capela nem cemitério. Para participar de missas, precisavam enfrentar uma longa viagem de barco até a freguesia de Porto Belo. É importante destacar que, nesse período, a fé era ainda mais intensa, o que tornava essa falta uma questão crucial para a identidade da comunidade. Além disso, não havia sequer uma escola de primeiras letras na área. Contudo, Luc Montandon Boiteux, que assumiu a administração do projeto em 1837, considerou a educação uma prioridade urgente. Assim, em 1838, uma escola improvisada foi criada na localidade por sua iniciativa. Em um discurso na sessão ordinária de março de 1840, o então presidente da província de Santa Catarina, Francisco José de Souza Soares D'Andrea, propôs a criação de uma Escola Normal padronizada, semelhante à existente no Rio de Janeiro, visando melhorar a situação educacional do país e uniformizar a população do Império.
Um elemento recorrente nos documentos provinciais é a maneira como os imigrantes eram mencionados, geralmente como “Colonos” ou “Colonos estrangeiros”, o que indica um distanciamento em relação ao que o governo considerava brasileiro. Em alguns casos, os presidentes referiam-se à Colônia Nova Itália como “Colônia italiana”, e não como colônia sarda, o que é compreensível, uma vez que, em 1836, existia apenas o Reino da Sardenha. A Colônia Nova Itália também incluía 16 colonos nacionais, que receberam terras maiores do que as destinadas aos imigrantes italianos. Essa prática foi criticada pelo presidente da província de Santa Catarina, Antero José Ferreira de Brito, em 1º de março de 1844, que defendeu que a distribuição de terrenos e subsídios deveria favorecer os nacionais, uma vez que eram eles que arcam com o ônus da sociedade. Ele expressou preocupação de que os colonos estrangeiros se aproveitassem de direitos e ameaçassem com o poder de seus governos. A empresa sob a liderança de Demaria e Schutel atuou de 1835 a 1846, quando o presidente provincial ordenou a mudança do nome “Colônia Nova Itália” para “Colônia D’Afonso”. Curiosamente, esse novo nome parece não ter se consolidado, como indica um documento da Agência Consular da Itália em Santa Catarina, datado de 1894, que atesta que Vicenzo Pera, de 16 anos, era súdito do rei da Itália e natural da “ex-Colônia Nova Itália”. Isso sugere que, mesmo quase no fim do século XIX e com Vicenzo já nascido no Império Brasileiro, ainda persistia um sentimento de identidade italiana.

### Colônia de Azambuja
O primeiro assentamento de imigrantes italianos no sul de Santa Catarina, a Colônia Azambuja, foi fundada em 28 de abril de 1877 pelo agrimensor maranhense Joaquim Vieira Ferreira, com a chegada dos pioneiros que partiram do porto de Havre a bordo do vapor Rivadávia. Azambuja tornou-se a base administrativa e um modelo para a expansão do projeto colonizador, originando os núcleos de Urussanga, Criciúma, Cocal do Sul e Treze de Maio, além de servir como protótipo para a fundação das Colônias Grão-Pará e Nova Veneza. Por essa razão, o local é considerado o berço da colonização italiana no sul de Santa Catarina.
Azambuja era dividida em várias linhas colonizadoras, nas quais diversas famílias se assentaram, formando uma comunidade totalmente composta por italianos.
No primeiro ano da Colônia Azambuja, foi inaugurada uma casa comercial em sua sede, que vendia produtos provenientes de Laguna, Lages e da produção dos agricultores locais. Este registro marca o início do comércio na colônia. A colônia estava situada em um ponto estratégico, próximo à estrada que conectava o Porto de Laguna à serra de Lages, já possuindo um certo fluxo de mercadorias transportadas por cargueiros. Isso evidencia que o rápido crescimento da colônia e a abundante produção das famílias de colonos exigiam uma via de escoamento, e a proximidade dessa estrada, junto à construção da Ferrovia Donna Thereza Christina, transformaria a linha Pedras Grandes em um dos principais centros comerciais do sul de Santa Catarina já no final do século XIX. Na década de 1890, a estação ferroviária de Pedras Grandes se tornou um ponto crucial para a circulação de produtos que entravam e saíam da colônia de Azambuja e de Urussanga, redistribuindo-os para outros núcleos. Com isso, linha Pedras Grandes experimentou um intenso movimento, recebendo mercadorias e passageiros de várias partes do Estado. O comércio florescia, atraindo negociantes que vinham comprar e vender produtos. Os colonos italianos transportavam seus produtos em carros de bois por picadas primitivas, e em determinados dias, até 150 carros de bois descarregavam na estação.
Esse crescimento levou à instalação de hotéis e de empresas robustas, que compravam, vendiam e traziam mercadorias para suprir o comércio local. O correio desempenhou um papel fundamental no desenvolvimento da Colônia, permitindo que os colonos se comunicassem com as empresas e facilitando a negociação de seus produtos. Além disso, o correio era essencial para a comunicação dos colonos com suas famílias na Itália. Incentivados pelo chefe da colônia, eles enviavam cartas relatando as novidades e o progresso da colônia, estimulando outros a emigrar.

### Colônia de Nova Veneza

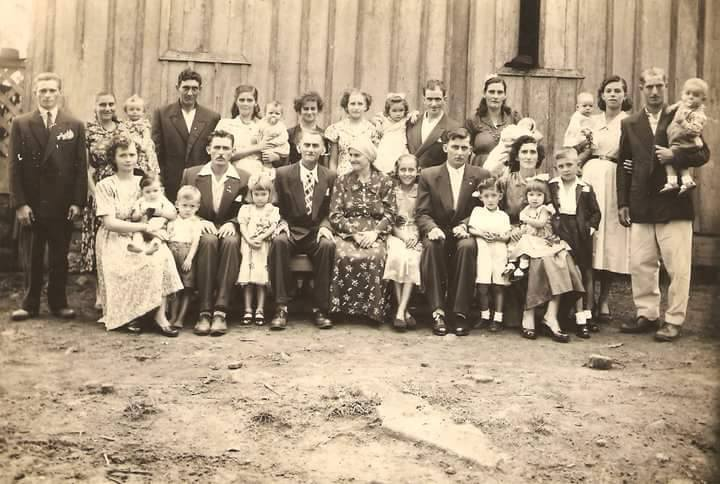
Família Maravai, em Siderópolis (antigamente Nova Belluno, parte integrante da Colônia de Nova Veneza). Década de 1950.

A história da colonização de Nova Veneza, como aponta Bortolotto, teve início em 1890, quando o então Ministro e Secretário de Estado dos Negócios da Agricultura, Comércio e Obras Públicas, Francisco Glicério, promulgou uma lei que autorizava empresas privadas a trazer imigrantes estrangeiros para o Brasil. Conhecida como Lei de Glicério, essa legislação oferecia diversas vantagens para aqueles interessados em migrar. A responsabilidade pela criação da Colônia Nova Veneza ficou a cargo da empresa Metropolitana, que designou Miguel Napoli para fundar e administrar a colônia. O local escolhido para o núcleo colonial foi às margens do Rio Mãe Luzia, um curso d'água limpo e abundante em peixes, que fornecia água para os colonos. Atualmente, no entanto, esse mesmo rio encontra-se severamente poluído devido à extração de carvão. Para atrair pessoas interessadas em migrar para a Colônia Nova Veneza, foi divulgada na Itália uma propaganda que destacava as vantagens e as características favoráveis da região. O documento começava ressaltando os seguintes aspectos naturais.
Esta colônia recém-fundada no vale do Araranguá, no Estado de Santa Cataria, está situada a poucas léguas da sede do município de Araranguá e é limítrofe das florescentes colônias italianas de Criciúma, Acciolli, Urussanga, Azambuja e Armazém. Com terrenos banhados pelo supracitado Rio, pelo Mãe-Luzia e por uma infinidade de outros pequenos cursos de água muito piscosos, são universalmente reconhecidos como sendo os melhores do estado, seja pela fertilidade do solo, seja pela suavidade do clima. Estão ainda recobertos por florestas virgens e só a madeira basta para pagar o terreno. Encontram-se neles muitos minérios, grande quantidade de árvores medicinais e há caça abundante de antas (tapir) tatetes, veados, lontras, pacas, coatis, lebres, tatus e os voláteis mais preciosos do Brasil.— Bif Apud Baldessar, 1991. p. 203.
O documento revela que os recursos naturais disponíveis na Colônia eram divulgados de forma a evidenciar o potencial a ser explorado. Imigrantes atraídos pela promessa de abundância provavelmente se sentiram motivados a vir para o Brasil. Além disso, a empresa de colonização oferecia apoio inicial aos colonos, embora esse suporte se mostrasse insuficiente ao longo do tempo; ainda assim, a colônia sobreviveu e prosperou. Ao chegarem a partir de 1891, os imigrantes encontraram os recursos naturais prometidos, mas também enfrentaram desafios para garantir sua sobrevivência. A primeira medida foi desmatar áreas para construir moradias e, em seguida, abrir novos espaços para a agricultura. Com tantas riquezas ao redor, os colonos não se preocuparam em preservar o meio ambiente, focando em maximizar a exploração dos recursos.

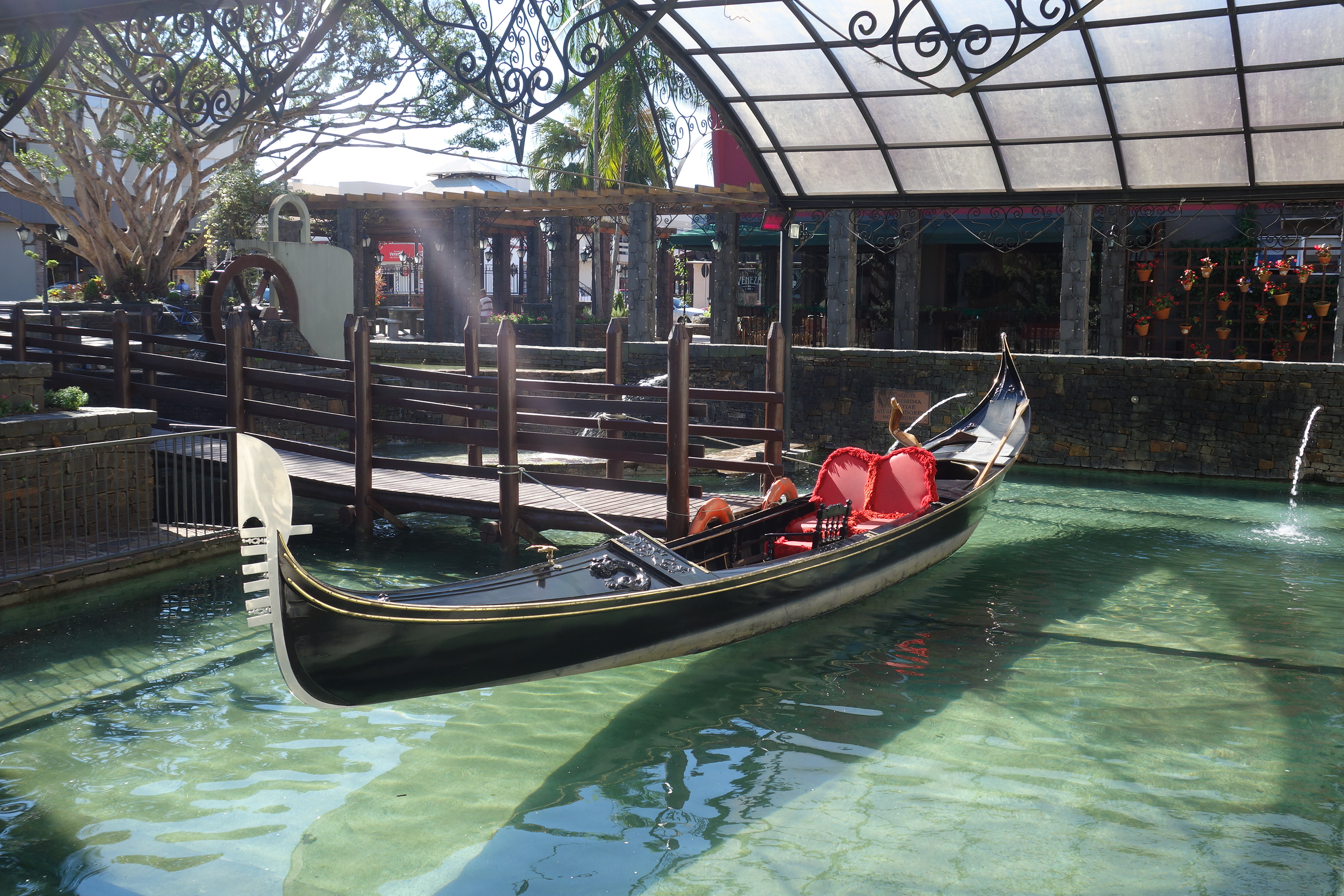
Gôndola Lucille em Nova Veneza.

As autoridades e empresários estavam mais preocupados em promover o progresso da região, construindo estradas, indústrias e aumentando a produção agrícola. Contudo, as fontes indicam que houve significativa destruição da natureza em Nova Veneza, com desenvolvimento concentrado nos primeiros anos, estabilizando-se posteriormente. Um fator para essa estagnação foi a descoberta de carvão nas cidades vizinhas. Além das estradas, os colonos também construíram escolas, lojas e igrejas, adaptando-se às necessidades locais. Entretanto, a Revolução Federalista de 1893 marcou o fim da imigração para a Colônia, devido à crise financeira do país e à suspensão do patrocínio à colonização. Ambos os lados da revolução, Maragatos e Pica-paus, passaram pela colônia, levando o que podiam e prometendo pagamento futuro.

### Colônia de Criciúma
A data de 6 de janeiro de 1880 é oficialmente reconhecida como o início da colonização de Criciúma. No entanto, há quem afirme que os imigrantes italianos chegaram à região ainda no final de 1879. A escolha de 6 de janeiro, coincidente com o Dia dos Reis Magos e o aniversário do Coronel Pedro Benedet, um dos imigrantes, solidificou essa data como simbólica para a chegada dos italianos. Os desbravadores de Criciúma eram membros de 22 troncos familiares, todos oriundos da região do Vêneto, no norte da Itália, totalizando 141 pessoas. Após 30 dias de viagem pelo mar, partindo do Porto de Gênova, desembarcaram no Rio de Janeiro, onde trocaram de navio e seguiram para Florianópolis. De lá, continuaram a viagem até Laguna e, posteriormente, até Pedras Grandes, então parte do município de Tubarão, utilizando canoas e carroças ao longo do rio. A partir de Pedras Grandes, com a ajuda de carros de bois e a pé, seguiram até Urussanga (Rancho dos Bugres) e, por picadas abertas por corretores de colônias e tropeiros do Planalto Serrano, avançaram para as colônias que lhes haviam sido designadas ainda na Itália.

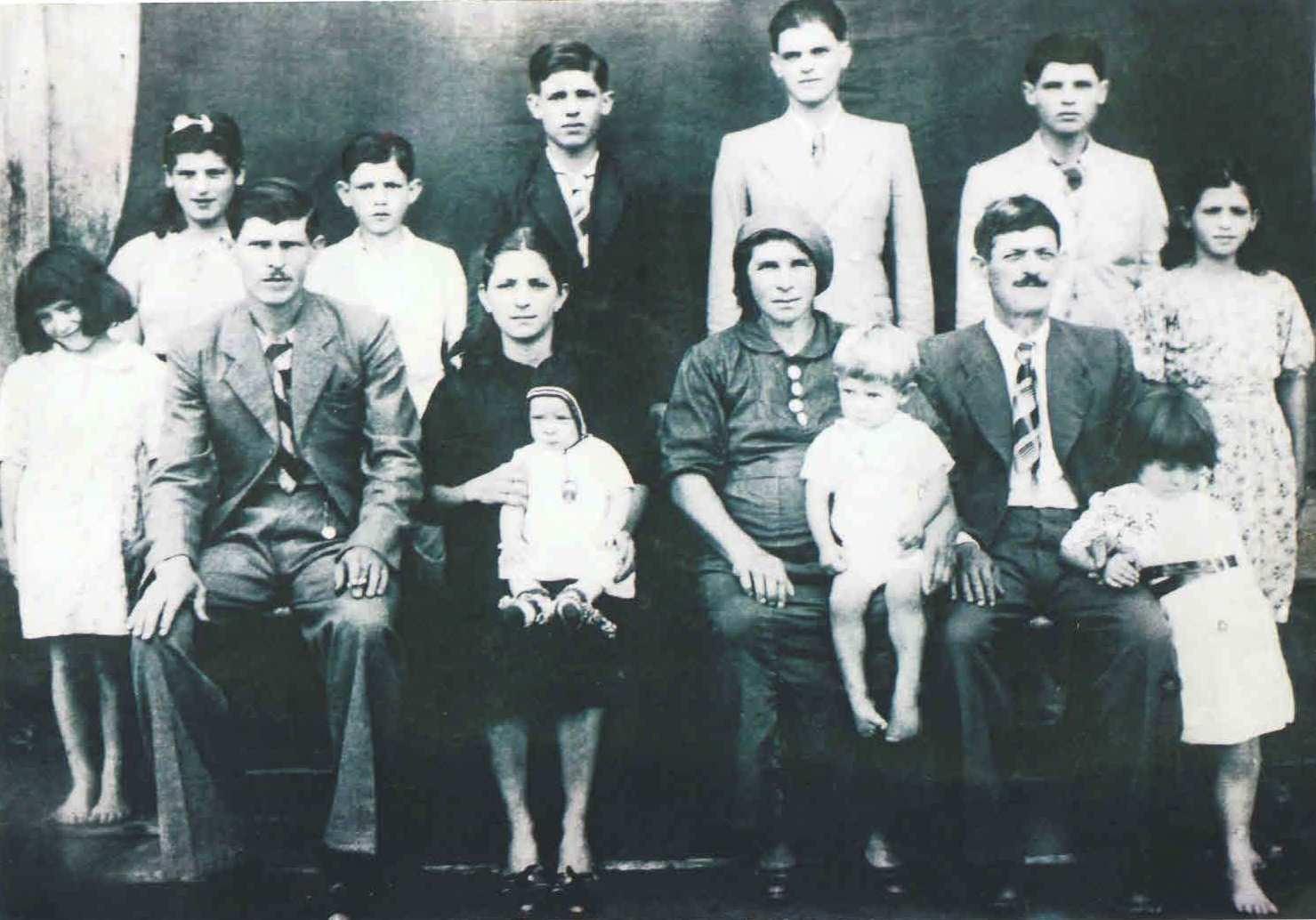
Família D'altoè, em Criciúma. Década de 1940.

Em Criciúma, alojaram-se em um casarão que proporcionava abrigo, pelo menos para mulheres e idosos. Assim, começou a jornada – uma trajetória repleta de dificuldades. Eles plantaram a semente do que viria a ser a nova comunidade, que recebeu o nome de Cresciúma, em homenagem à vegetação gramínea que dominava a região. Em uma crônica que comemorava os 122 anos da fundação, foi descrita a história da cidade: "Criciúma festejou mais um aniversário. Desde 1880, são 122 janeiros marcados por lutas, trabalho, fé, esperança e saudade. Partir em busca do eldorado prometido e enfrentar uma realidade repleta de desafios deve ter sido uma grande provação." Embora se mencionasse a presença de bugres, o maior temor vinha dos animais silvestres, como onças, que abundavam na região. Os meios de comunicação se limitavam a trilhas utilizadas por tropeiros e corretores que vendiam terras para colonização; não havia correio nem telégrafo, serviços que estavam disponíveis apenas em Laguna, então a metrópole do sul.

### O fim da imigração vinda diretamente da Itália
A imigração italiana para Santa Catarina começou em 1875 e terminou em 1895, com a chegada de um último número reduzido de colonos a Rio Jordão, no sul. Fatores como a guerra civil e a Revolução Federalista, juntamente com a mudança nas políticas de imigração, contribuíram para a diminuição da entrada de italianos nos portos catarinenses.
Com o término da Revolução Federalista, em 1895, o governo republicano dissolveu os contratos que mantinha com a Companhia Metropolitana, transferindo aos estados os serviços de imigração, colonização e concessão de terras. Naquela época, o governo brasileiro facilitava a entrada de imigrantes no país, porém as empresas privadas regionais ficavam responsáveis pela sua acomodação. Com as novas mudanças, Santa Catarina passou a ficar sem recursos e meios disponíveis para continuar trazendo imigrantes, de modo que a imigração terminou no estado. A partir de então, a presença italiana no estado continuou a crescer tão somente com base no próprio crescimento vegetativo das antigas colônias e nas suas expansões em colônias novas, incrementadas com a vinda de italianos oriundos do Rio Grande do Sul.

### A migração de italianos vindos do Rio Grande do Sul

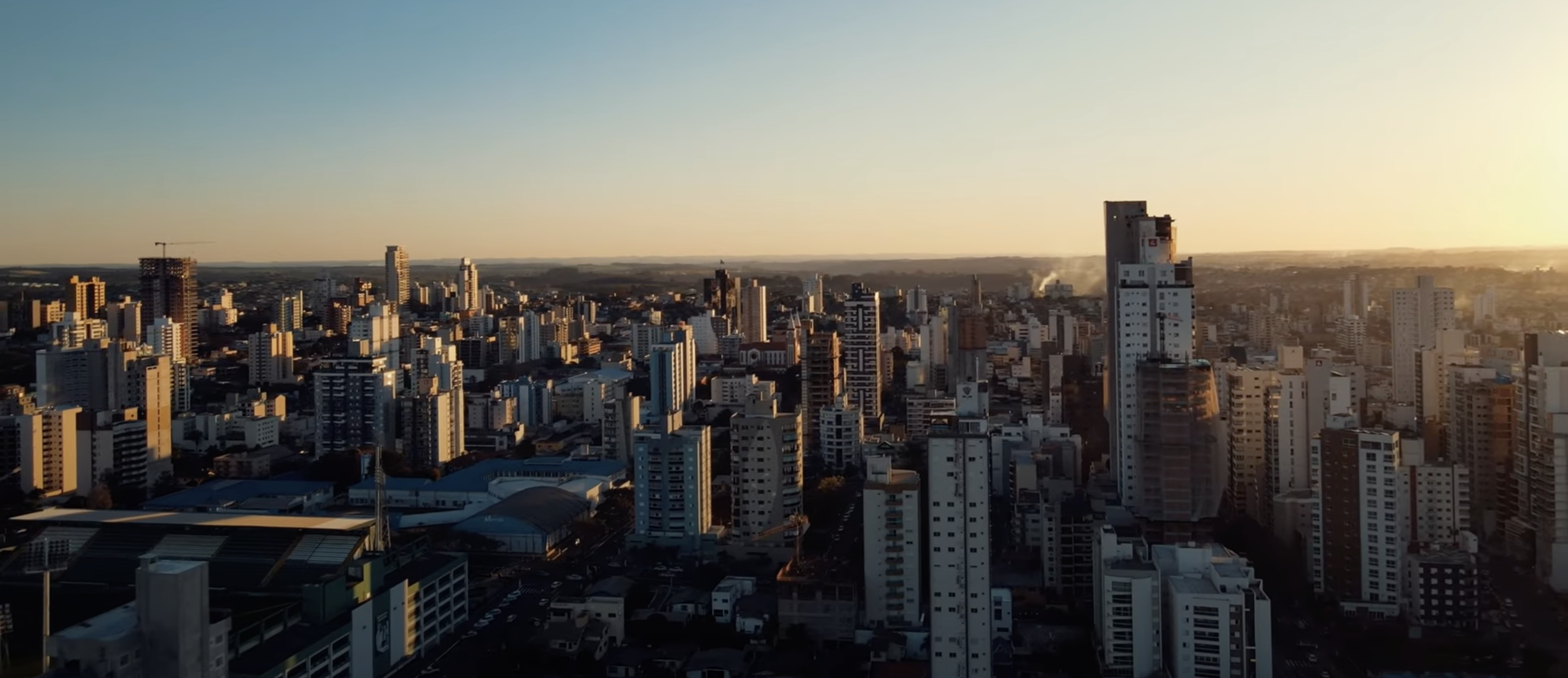
Vista parcial do centro de Chapecó. O Oeste catarinense recebeu um grande incremento populacional com a chegada de migrantes do Rio Grande do Sul, muitos deles de origem italiana.

A presença italiana no Oeste de Santa Catarina foi resultado principalmente da migração de italianos e descendentes provenientes do Rio Grande do Sul. Essa migração de um estado para o outro começou no início do século XX, alcançando seu auge entre as décadas de 1930 e 1950, quando passou a diminuir gradativamente.
No início do século XX, começaram a surgir os primeiros sinais de esgotamento da ocupação italiana no Rio Grande do Sul. Naquela época, o tipo de agricultura desenvolvida na maior parte do Brasil era rudimentar e apresentava diversas limitações. Com o passar dos anos, as propriedades rurais foram sendo subdivididas cada vez mais, como resultado das partilhas por herança. Outros problemas que ocorriam eram o esgotamento do solo, decorrente da falta de técnicas adequadas para a sua recuperação, além de impostos elevados e baixo preço dos produtos dos colonos. Ademais, como os italianos tinham muitos filhos, as famílias cresciam rápido demais. Todos esses fatores levaram a um esgotamento da ocupação italiana no Rio Grande do Sul, e essas pessoas passaram a buscar por terras em regiões mais distantes.
Além disso, no início do século XX, foram difundidas ideias ligadas a ser necessário modernizar o Brasil, por meio da ocupação de "terras inaproveitadas", com o intuito de "desbravar o sertão". Após o acordo de limites interestaduais entre Santa Catarina e Paraná e o fim da Guerra do Contestado, o estado de Santa Catarina passou a distribuir concessões de grandes porções de terras a empresas privadas de colonização, para que estas promovessem a ocupação territorial do Oeste do estado. Assim, a crise nas áreas de ocupação italiana no Rio Grande do Sul e o interesse de Santa Catarina de povoar o Oeste catarinense coincidiram, fazendo com que houvesse uma importante migração do excedente populacional do Rio Grande do Sul para o estado vizinho. 

## Legado
Essa população deixou marcas culturais profundas em Santa Catarina. Com a integração dos italianos à sociedade brasileira, especialmente após a Segunda Guerra Mundial, influências arquitetônicas, gastronômicas, religiosas e linguísticas começaram a se manifestar em todo o estado de Santa Catarina. Arquitetonicamente, os italianos popularizaram o telhado inclinado, projetado para facilitar o deslizamento da neve. Na gastronomia, a rica culinária italiana não apenas contribuiu para a popularização da pizza e do espaguete, mas também aumentou o consumo de pratos como polenta, toucinho e pão.
Do ponto de vista religioso, os descendentes de italianos foram responsáveis pela construção de um modelo familiar tradicional e católico, que se mantém especialmente forte em Santa Catarina até hoje. Além disso, do aspecto linguístico, várias palavras e termos do dialeto vêneto se integraram ao português, resultando em uma versão abrasileirada chamada Talian. Estima-se que atualmente cerca de 500.000 pessoas falem esse dialeto, e existem rádios, sites e publicações diversas que buscam promover e preservar essa influência italiana no estado.

### Turismo arquitetônico e religioso
Os imigrantes italianos deixaram um legado cultural e arquitetônico significativo em Santa Catarina, transformando a paisagem e a identidade da região. Suas contribuições vão muito além da agricultura e da produção artesanal; elas se refletem em vilarejos pitorescos, construções históricas e tradições que atraem turistas de todas as partes. As encantadoras casas de pedra, as igrejas ornamentadas e os festivais culturais são apenas algumas das belas marcas deixadas por esses imigrantes, que hoje fazem de Santa Catarina um destino turístico rico em história e charme. Ao explorar essa herança, visitantes têm a oportunidade de vivenciar a fusão de culturas que moldou não apenas a arquitetura local, mas também a vida cotidiana dos catarinenses.
Um dos exemplos é a Casa de Pedra da Família Bratti, localizada em Nova Veneza. Foi erguida pelo imigrante Luigi Bratti entre 1891 e 1905, um processo que levou 14 anos. Situada em uma área elevada e rodeada por natureza exuberante, a construção aproveitou a abundância de pedra encontrada na região, que na época era coberta por florestas. Luigi projetou sua moradia com uma cozinha e adega, um dormitório e um estábulo, formando um conjunto de casas de pedra que foi classificado como "excepcional" pelo IPHAN. Esse conjunto, conhecido como Conjunto de Pedra, é único na América Latina e extremamente raro em todo o mundo. Ele se destaca como a mais notável coleção de edificações em taipa de pedra do estado, situado em uma linda pastagem em uma suave elevação. Construído entre 1892 e 1915, compreende três unidades: a residência, a cozinha/cantina e o estábulo. As paredes de taipa, feitas de pedras irregulares sem argamassa, chamam a atenção pelo tom ferrugem característico das pedras da região. As aberturas apresentam vergas retas com elementos de madeira maciça, trabalhadas de maneira rústica. A proteção do patrimônio abrange também os atributos paisagísticos, incluindo muros de taipa, caminhos de pedra e as nascentes de água que existem na propriedade.
O turismo religioso em Santa Catarina também é uma expressão vibrante da rica herança cultural e espiritual do estado. Com uma diversidade de santuários, igrejas históricas e festividades devocionais, a região atrai milhares de visitantes que buscam não apenas momentos de reflexão e espiritualidade, mas também uma conexão com as tradições que moldaram a identidade local. Locais como o Santuário de Santa Paulina e o Santuário de Nossa Senhora de Caravaggio, em um ambiente de colonização italiana, e as festas em honra aos santos padroeiros refletem a profunda religiosidade dos catarinenses. 
Madre Paulina, uma figura central na religiosidade de Santa Catarina, está situada em um local de colonização italiana, que se tornou um importante destino turístico no estado. Todos os meses, mais de 70 mil pessoas visitam o complexo religioso, e esse movimento se intensifica especialmente no segundo domingo de julho, quando se celebra a festa em homenagem a Santa Paulina, além de outras datas consagradas pela Igreja e pelo Santuário. Durante essas celebrações, os romeiros se reúnem junto à fonte natural próxima ao santuário, onde realizam orações e homenagens nos diversos monumentos dedicados à santa. A história de Madre Paulina começa em 1875, quando a imigrante trentina-italiana Amábile Lucia Visintainer chegou à região com seus pais. Aos 25 anos, ela decidiu seguir sua vocação religiosa e fundou a Congregação das Irmãzinhas da Imaculada Conceição, adotando o nome de Irmã Paulina. Em 1903, já como Madre, mudou-se para São Paulo, onde fundou várias casas assistenciais. Faleceu em 1942, com 77 anos, em São Paulo, e seu primeiro milagre – a cura de uma gestante que sofreu hemorragia – foi reconhecido pelo Vaticano em 1966. A trajetória inspiradora de Santa Paulina é contada por meio dos diversos pontos que compõem o complexo, incluindo a Capela Nossa Senhora de Lourdes, construída em estilo colonial e que foi cuidada por Amábile. O casebre com telhado de palha, uma réplica do local onde ela atendeu uma paciente com câncer, é um dos lugares mais visitados. Além disso, o engenho onde a futura santa trabalhou na adolescência e o Museu Colonial, que exibe ferramentas e equipamentos usados pelos imigrantes, atraem visitantes que buscam conhecer mais sobre essa rica herança cultural e religiosa. A conexão entre a história de Madre Paulina e a colonização italiana faz deste local um importante ponto de peregrinação e um verdadeiro tesouro para o turismo em Santa Catarina.

### Produção de vinhos
A vitivinicultura começou a se desenvolver no território da antiga Colônia Azambuja, um processo diretamente relacionado à imigração italiana no sul de Santa Catarina. Assim, a história dos Vales da Uva Goethe está intrinsicamente ligada à da Colônia Azambuja e de seu núcleo vizinho, Urussanga, que hoje é conhecida como a capital do vinho e abriga a maioria das vinícolas que produzem o renomado vinho do tipo Goethe. A história da uva Goethe, por exemplo, começa antes mesmo da imigração italiana para o sul de Santa Catarina. A uva Goethe é uma variedade híbrida resultante do cruzamento entre a Vitis vinifera (uva europeia) e a Vitis labrusca (uva americana). Inicialmente conhecida como Rogers, essa variedade foi desenvolvida nos Estados Unidos por Eduard Staniford Rogers no século XIX. A uva Goethe encontrou seu lar na Colônia Azambuja, sendo cultivada nas propriedades de vários núcleos. Em 1920, uma mutação genética ocorreu nos parreirais da família Nichele, em Urussanga, e esse novo material genético foi transferido para Achile Giraldi e Anneta Marcon Giraldi, que viviam nas proximidades da sede da colônia. Posteriormente, o casal Primo Giraldi e Dalvina Dela Bruna Giraldi, produtores de uva e vinho, repassaram esse material para as famílias Felippe e Quarezemim, ambas de Azambuja, consolidando a uva como “Goethe Primo”.
Atualmente, a região de Azambuja é reconhecida pela produção da uva Goethe, que é comercializada principalmente para as vinícolas de Urussanga, conhecidas por elaborar vinhos de qualidade. Parte da produção também é vinificada de forma artesanal na região, resultando em vinhos com características únicas que refletem o terroir em cada cantina e porão centenário, fruto do saber fazer dos produtores. Uma quantidade significativa da uva Goethe é ainda comercializada para o vale do Araranguá, especialmente para Turvo e Jacinto Machado, onde descendentes de imigrantes italianos mantêm vivas suas tradições na elaboração de vinhos. A uva e o vinho na ex-Colônia Azambuja tornaram-se pilares da economia local, levando ao surgimento de diversas vinícolas e extensas áreas de parreirais. A produção de vinho Goethe se tornou cada vez mais relevante, e diversos vinhos da região de Urussanga foram premiados em exposições. Em 1939, o famoso vinho "Lacrima Christi", da Vinícola Villa Stazione, recebeu prêmios na exposição internacional de Nova York.
O vinho colonial da região, beneficiado pela adoção de novas práticas e tecnologias, ganhou reconhecimento quando o tradicional vinho da família Zanatta, produzido desde os primórdios da colonização, conquistou o primeiro lugar no Concurso Estadual de Vinho Colonial, realizado em Videira, por três anos consecutivos: 1999, 2000 e 2001. Essa conquista reconheceu o trabalho de várias gerações da família. No final do século XX, grandes festas começaram a surgir na ex-Colônia Azambuja, celebrando a cultura e a tradição. Herdadas pelos descendentes de imigrantes italianos, essas festas visavam promover a região e valorizar a identidade cultural. A Festa do Vinho, iniciada em 1986 em Urussanga, acontece até hoje a cada dois anos e foca na enogastronomia e nas manifestações culturais, organizada pela comunidade local. Em 1991, foi criada a Festa “Ritorno Alle Origini”, para marcar a fundação da cidade e resgatar tradições culturais italianas. A festa inaugural apresentou diversas atividades como produção de polenta gigante, além de exibições de engenhos e outros produtos tradicionais, realizada em anos ímpares.

### Culinária
As cidades de Nova Veneza e Nova Trento representam autenticamente a cultura italiana, sendo a gastronomia um dos principais aspectos destacados. Embora o estado de Santa Catarina seja amplamente reconhecido por sua colonização alemã, especialmente nas regiões Norte e Vale do Itajaí, a influência italiana também se faz notável. Esses municípios oferecem uma gama diversificada de opções gastronômicas, nas quais ingredientes como carnes, cogumelos e vegetais atuam como complementos às massas, que são os elementos centrais do cardápio.
Muitos outros municípios também colonizados por italianos, possuem raízes na culinária italiana com pratos típicos como macarrão, nhoque, capelete, ravioli e pizzas preparados de diversas maneiras. A polenta se destaca como uma opção adicional, especialmente quando acompanhada por molhos que se adequam tanto ao almoço quanto ao jantar. Durante os intervalos entre as refeições, os cafés coloniais e as padarias das cidades colonizadas ainda hoje oferecem uma variedade de bolos, doces, pães e frios. Os queijos e salames, representativos da tradição italiana, são consumidos tanto no café da manhã quanto como aperitivos. Essas opções gastronômicas se configuram como alternativas adequadas para os indivíduos que buscam uma experiência de degustação, acompanhada de vinhos. Um costume ainda presente em cidades interioranas com traços da cultura italiana são as feiras, nas quais disponibilizam queijos, salames e vinhos para aquisição.
Uma significativa parte dos pratos típicos preparados pelos imigrantes italianos foi amalgamada com as tradições de outras culturas presentes na região catarinense, resultando em receitas excepcionais. Um prato que exemplifica essa fusão cultural é o tortei, uma massa recheada com abóbora cabotiá, cozida e servida com um caldo ou molho vermelho. De maneira semelhante, a sopa de agnolini pode conter diversos recheios, diferenciando-se do capeletti principalmente pela dobra da massa.

### Idioma
Santa Catarina possui pelo menos dez municípios onde o ensino da língua italiana integra a grade curricular das escolas municipais. Esses dados são resultado de um levantamento realizado pela equipe do deputado estadual Vicente Caropreso em parceria com o Consulado Italiano. Entre os municípios destacados estão Treviso, Urussanga, Siderópolis, Nova Veneza, Arroio Trinta, Laurentino, Rodeio, Lacerdópolis, Morro Grande e Massaranduba, abrangendo mais de 4,5 mil alunos nas aulas de italiano. Nas escolas do Estado, esse número chega a 1,5 mil.

### Festas Típicas
Em meio às tradições germânicas que caracterizam Blumenau, destaca-se a Festitália, uma celebração que homenageia as raízes italianas da região. Esta festa, criada em 1994, é fruto do empenho e da dedicação dos membros do Circolo Italiano di Blumenau, que buscam preservar a cultura italiana. Em um contexto predominantemente alemão, a Festitália se estabelece como um tributo à rica herança italiana. Desde sua primeira edição, a Festitália encontrou seu espaço na Vila Germânica, um local que se tornou um símbolo de celebração multicultural. Inicialmente modesta, a festa rapidamente evoluiu para um evento familiar e social, oferecendo uma diversidade de atrações que vão desde música italiana a pratos típicos. O Lira Circolo Italiano di Blumenau, entidade responsável pela realização do evento, possui uma trajetória significativa na preservação e promoção da cultura italiana na região. Fundado em 1989, o Lira tem sido um ponto de encontro para aqueles que desejam celebrar e honrar suas origens italianas. Nas edições mais recentes, os organizadores têm se esforçado para proporcionar espaços mais amplos e uma experiência gastronômica autêntica, apresentando pratos típicos e vinhos de alta qualidade. Esse resgate das tradições e costumes italianos tem contribuído para um florescimento cultural na região.
No sul do estado, em Nova Veneza, a Festa da Gastronomia Típica Italiana celebra as tradições italianas que perduram na região, manifestando-se por meio do dialeto, da dança, da música e, especialmente, da gastronomia. Os pratos servidos são fortemente influenciados pela culinária trazida pelos imigrantes que chegaram em 1891, o que levou a cidade a ser reconhecida como a Capital Nacional da Gastronomia Típica Italiana. Este evento anual ocorre na segunda quinzena de junho e apresenta uma programação de quatro dias focada nas tradições italianas. O festival inclui atrações culturais, exposições de arte e história, shows, concursos, desfiles locais e, claro, uma ampla variedade de pratos típicos.